# يوليوس مولر (أستاذ جامعي)
يوليوس مولر (بالألمانية: Julius Müller)‏ هو عالم عقيدة ألماني، ولد في 10 أبريل 1801 في Brzeg ‏ في بولندا، وتوفي في 27 سبتمبر 1878 في هاله في ألمانيا.